# Internationale Gesellschaft zur Erhaltung des Wisents

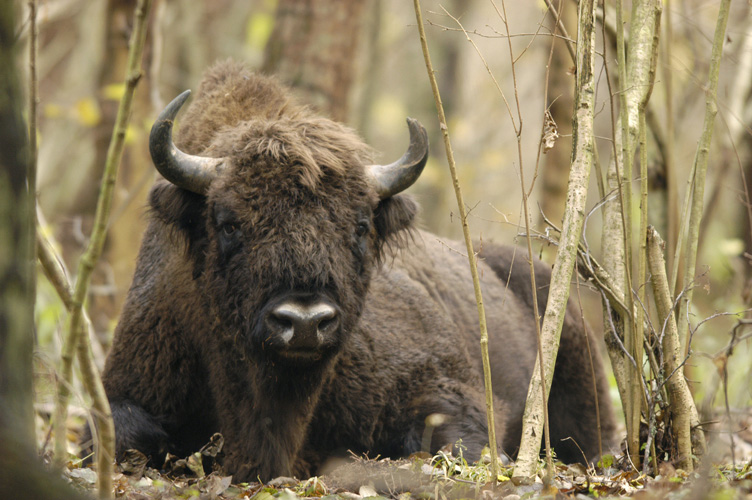
Wisent

Die Internationale Gesellschaft zur Erhaltung des Wisents war ein Verein zur Erhaltung der letzten nach dem Ersten Weltkrieg noch existierenden Wisente. Durch die Arbeit der Gesellschaft existieren heute insgesamt wieder 3.500 Wisente, die teils in ausgewilderten Populationen leben. Die bekanntesten und ältesten freilebenden Populationen finden sich im Nationalpark Białowieża (Polen und Belarus).

## Gründung und ursprüngliche Ziele
Die Internationale Gesellschaft zur Erhaltung des Wisents wurde am 25. und 26. August 1923 in Berlin gegründet. Zahlreiche Fachleute schlossen sich der Gesellschaft an, darunter Hermann Pohle, Max Hilzheimer und Julius Riemer. Ziel der Gesellschaft war eine international koordinierte Zusammenarbeit zur Erhaltung des unmittelbar vom Aussterben bedrohten Wisents. Der letzte freilebende Wisent im Kaukasus wurde 1927 geschossen. Erstes Ziel der Gesellschaft war die Erfassung sämtlicher noch lebenden Wisente, auf deren Basis man mit einer Erhaltungszucht beginnen könne.
Der Gesellschaft, zu deren erstem Vorsitzenden der Direktor des Frankfurter Zoos, Kurt Priemel gewählt wurde, traten mehrere Privatpersonen und Institutionen bei, beispielsweise die „American Bison Society“, nach deren Vorbild die Internationale Gesellschaft zur Erhaltung des Wisents gegründet worden war. Wesentliche Mitglieder waren aber unter anderem der Polnische Jagdverband und der Zoologische Garten Posen sowie eine Reihe von polnischen Privatpersonen. Sie waren auch die ersten, die umfangreiche Geldmittel zur Verfügung stellten, um die ersten Wisentkühe und -bullen zu erwerben. Das Zuchtbuch wurde ab 1932 im Jahresbericht der Gesellschaft veröffentlicht. Bereits zu diesem frühen Zeitpunkt unterschied man die Flachlandlinie mit reinblütigen Wisenten der Unterart Bison bonasus bonasus, die Flachland-Kaukasus-Linie, in der der Bulle Kaukasus als einziger Vertreter der Kaukasuswisente (Bison bonasus caucasicus) als Vererber eine Rolle spielte. Auch die sogenannte Pleß-Linie mit Wisenten der Wälder aus dem Fürstentum Pleß wurde bereits zu Beginn verzeichnet. Mitglied der Gesellschaft wurde auch Erna Mohr, die wesentlich auch bei der Erhaltungszucht der Przewalski-Pferde eine Rolle spielte und die 1933 und 1937 das Zuchtbuch veröffentlichte.

## Gleichschaltung in der Zeit des Nationalsozialismus
Während Priemel auf eine langsame Vergrößerung der Wisent-Population bei Reinerhaltung der Zuchtlinie zielte, plante Lutz Heck ab 1934 in einem eigenen Zuchtprojekt in München die Wisent-Population durch die Einkreuzung amerikanischer Bisons schlagartig zu vergrößern. Darin wurde er von dem damaligen Reichsjägermeister Hermann Göring persönlich unterstützt, der u. a. auf jagbares Großwild hoffte. Lutz Heck versprach seinem mächtigen Unterstützer schriftlich: „Da bald überzählige Stiere gesetzt werden, wird auch die Jagd auf den Wisent in absehbarer Zeit wieder möglich.“ Hermann Göring übernahm selbst die Schirmherrschaft der auf Anregung von Lutz Heck gegründeten „Deutschen Fachschaft der Wisentzüchter und -Heger“. Vergeblich warnte Kurt Priemel, der inzwischen seinen Posten als Präsident der „Internationalen Gesellschaft für die Erhaltung des Wisents“ hatte abgeben müssen, vor einer „Vermanschung“. Diese Kritik veranlasste Lutz Heck, Priemel zu bedrohen, in dem er ankündigte, Göring werde gegen Priemel vorgehen, wenn er seinen Kreuzungs-Plänen weiter entgegentrete. Darauf erhielt Priemel Publikationsverbot in Bezug auf die Wisentzucht und auch die Stammbuchführerin der „Internationalen Gesellschaft“, Erna Mohr, musste 1937 das offizielle Stammbuch abgeben. Damit wurde die ältere Gesellschaft der neu entstandenen „Fachschaft“ faktisch einverleibt und somit gleichgeschaltet. Nach dem Zweiten Weltkrieg wurden daher nur noch die reinblütigen Wisente im Wildpark Springe bei Hannover als Teil des internationalen Herdbuchs anerkannt.